# Doğukan Sinik
Doğukan Sinik (Adalia, 21 gennaio 1999) è un calciatore turco, centrocampista dell'Hull City.

## Carriera

### Club
Ha giocato nella prima divisione turca e nella seconda divisione inglese.

### Nazionale
Ha giocato numerose partite con le varie nazionali giovanili turche.
Convocato per la prima volta nel marzo 2022, fa il suo esordio con la nazionale maggiore il 29 marzo 2022 nell'amichevole persa 2-3 contro l'Italia.